# Eneasz

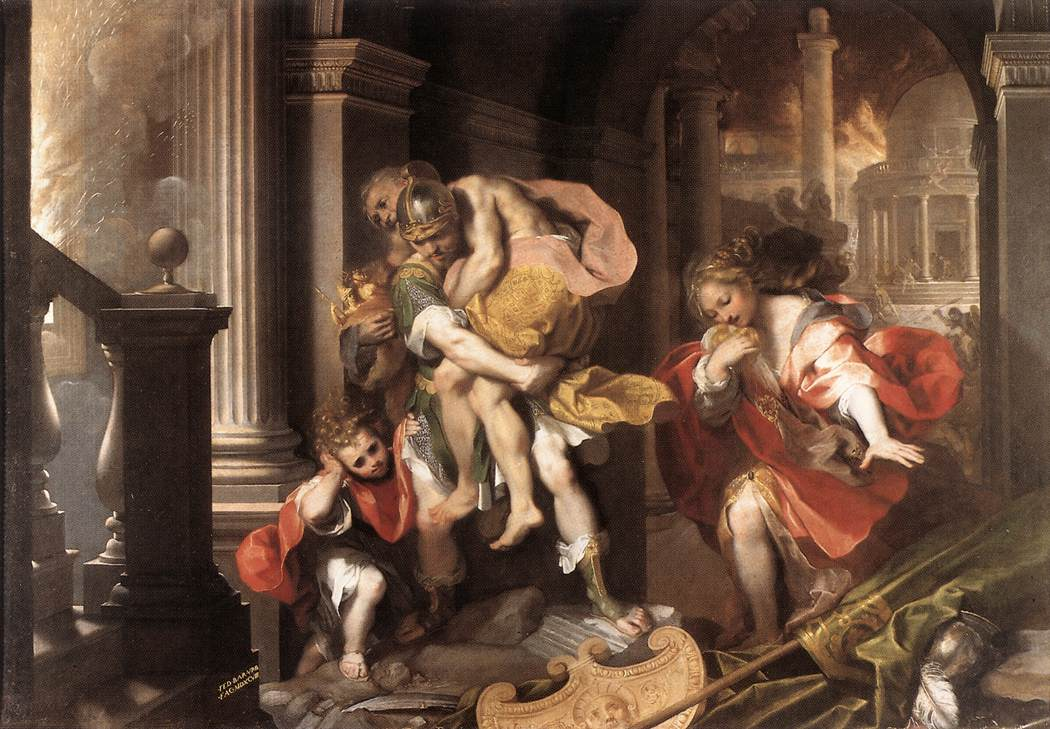
Eneasz opuszcza płonącą Troję Obraz autorstwa Federico Barocciego

Eneasz (łac. Aeneas, gr. Αἰνείας Aineías) – w mitologii greckiej i mitologii rzymskiej bohater wojny trojańskiej. Uchodził za syna króla Anchizesa i bogini Wenus (gr. Afrodyta). Był potomkiem Dardanosa, a więc i boga Zeusa.

## Tułaczka Eneasza
Po upadku Troi uciekł z niej zabierając ze sobą ojca, żonę Kreuzę z synem Askaniuszem. Udali się do pobliskiego gaju, gdzie zatrzymali się w pobliżu świątyni Ceres. Tam Eneasz spostrzegł zaginięcie swej żony. Powrócił do Troi, lecz nie odnalazł jej wśród żywych. Wraz z innymi zbiegami, którzy zbierali się przy świątyni wyruszył w góry. Tam, we Frygii, u stóp góry Ida przylegającej do brzegu morza, rozpoczął budowę okrętów.
Z nastaniem wiosny zabrał na okręty ojca, syna oraz swoich najwierniejszych towarzyszy i wyruszył w podróż w nieznane.

### Tracja
Przybył do Tracji, gdzie wzniósł mury pod nową osadę. Podczas budowy osady i świątyni na cześć swej matki Wenus objawił się mu cień Polidora, syna króla Priama, który zginął z ręki trackiego króla Polimestora. Eneasz wyprawił mu uroczysty pogrzeb aby dusza zmarłego mogła trafić do krainy Orkusa a sam opuścił Trację.

### Delos
Kolejnym etapem jego podróży była wyspa Delos na Morzu Egejskim. Tam został przyjęty przez kapłana boga Apollina Aniusza, przyjaciela ojca Eneasza. W świątyni zapytał wszechwidzącego Feba o dalsze swoje losy. Przez niego Apollo nakazał mu udać się do krainy swych przodków przepowiadając mu dobrą przyszłość – tron i władzę.

### Kreta
Na wieść o wyroczni, ojciec Eneasza rozpoznał kierunek i udali się na wyspę Kretę, gdzie mieszkał przodek trojańskich królów Teukros. Po przybyciu na wyspę nie ominęły go gniewy bogini Junony, która wciąż nienawidziła Trojańczyków za obrazę jej przez Parysa (spór o złote jabłko). Gdy Eneasz i jego towarzysze już osiedlali się, Junona zesłała na nich zarazę i susze.
Widząc gniew bogów ojciec Eneasza, Anchizes nakazał wysłanie posłów do Delos, aby w świątyni wybłagali pomoc i rady o dalsze losy. W tym czasie Eneasz miał w nocy sen, według którego ojciec pomylił się w odczytywaniu wyroczni. Jowisz przeznaczył dla Eneasza Italię.

### Strofady
Opuściwszy Kretę Eneasz z towarzyszami nie dopłynął do obiecanej mu krainy, lecz za sprawą bogini Junony dotarł do wysepek Strofady, gdzie natknął się na wolno pasące się stado wołów. Ucztując i dziękując bogom za dar zostali znienacka zaatakowani przez właścicielki bydła, krwiożercze harpie. Eneasz wraz z towarzyszami uciekł przed nimi na okręty wypływając w morze.

### Chaonia
Dotarł do portu w Chaonii, gdzie spotkał Trojan, m.in. Helenosa, syna Priama. Helenos, który był wieszczem Apolla wyjawił mu część jego przyszłości potwierdzając wiadomości o ziemi i tronie. Eneasz wypłynął w dalszą podróż podczas której na Sycylii zmarł jego ojciec Anchizes.

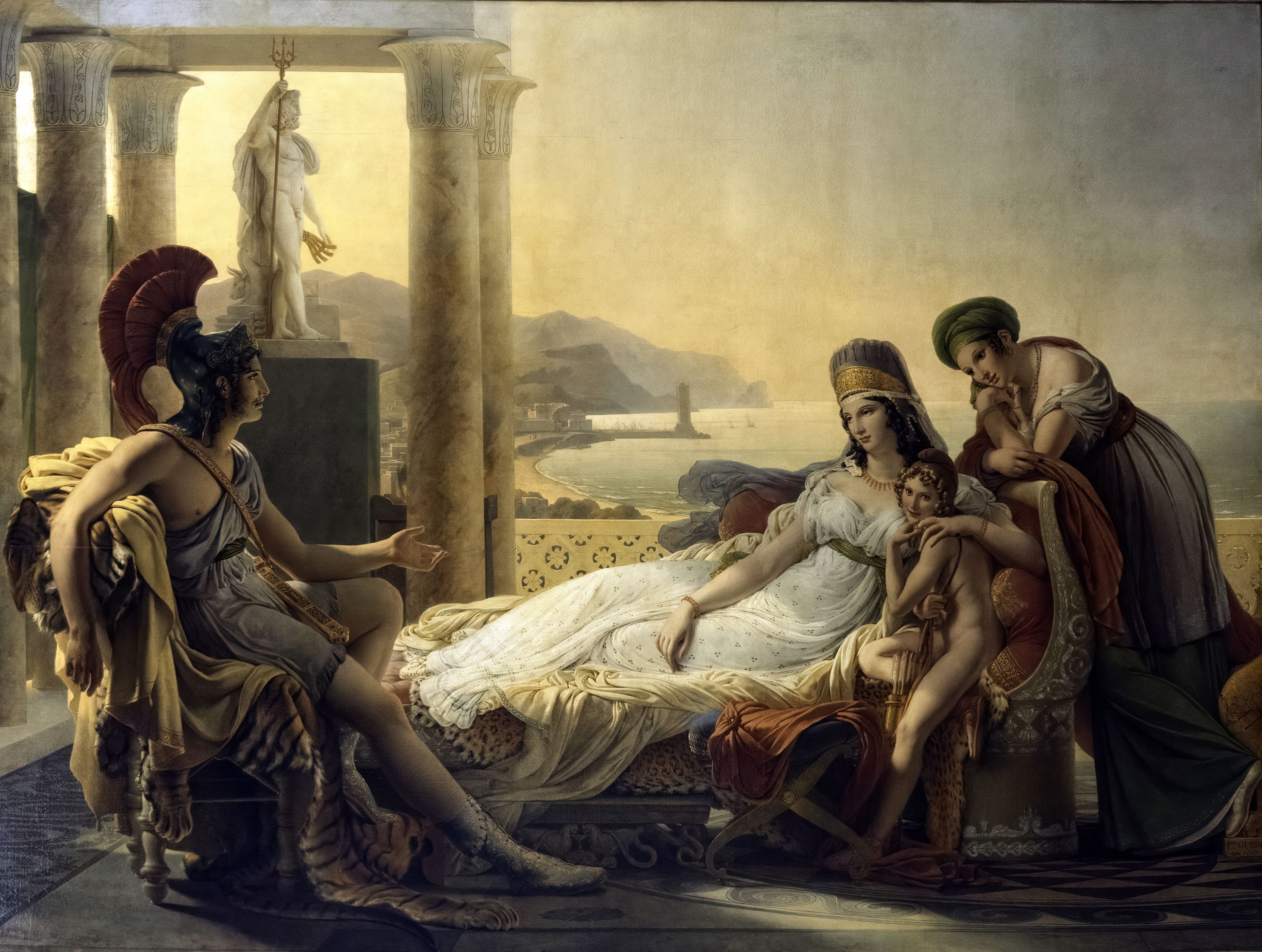
Dydona i Eneasz

### Kartagina
Odpływając z Sycylii błądził po morzach za sprawą bogini Junony, która zesłała złe wiatry, by w końcu dotrzeć do fenickiego miasta Kartaginy. Został przyjęty przez królową Dydonę, która na jego cześć wystawiła ucztę, podczas której Eneasz opowiadał o wojnie trojańskiej i swych losach. Słuchając tych opowieści Dydona zapomniała o bólu w związku ze śmiercią swojego męża Sicheusa, zabitego przez jej brata Pigmaliona i za sprawą bogini Wenus i Amora zakochała się w Eneaszu.
Wieść o miłości dotarła do króla Libii Jarbasa, który zabiegał o rękę Dydony. Składa on ofiary Jupiterowi. Jowisz zsyła swego posłańca Merkurego, który przypomina Eneaszowi o celu jego drogi. Eneasz opuszcza Kartaginę mimo próśb Dydony i wyrusza w dalszą drogę. Dydona z rozpaczy nakazuje rozpalić stos, na którym sama przebija się mieczem, darem od Eneasza. Przed śmiercią rzuca na niego klątwę, że długo z tronu nie będzie się cieszył i padnie rażony przez wroga.

### Italia
Płynąc w kierunku Italii spędza jakiś czas na Sycylii na zaproszenie króla Acestesa, Trojańczyka z matki, i boga rzeki Krynissus. Za sprawą bogini Junony na ziemię zstąpiła Iryda namawiając Trojanki do podpalenia okrętów, aby Eneasz osiadł na ich ziemi. Na gorące prośby Eneasza Jowisz zesłał deszcz i uratował większość okrętów. Po kilku dniach żeglugi, dzięki wstawiennictwu Wenus u boga mórz Neptuna, dociera on do brzegów Italii w pobliżu miasta Kume, w Zatoce Neapolitańskiej.

### Wędrówka po krainie zmarłych
Eneasz na miejscu w świętej grocie boga Apolla składa ofiary i prosi wieszczkę Sybillę o wskazanie drogi do krainy podziemia. Chce tam iść, gdyż duch ojca nakazuje mu przyjść aby usłyszał od niego tajemnicę. Z pomocą matki zdobywa złotą gałązkę jemioły, która ma mu otworzyć wrota świata podziemnego. Po drodze spotyka duchy swych towarzyszy. Bogom podziemi Dis Patrowi i jego żonie Prozerpinie składa w ofierze złotą gałązkę i udaje się do gaju na spotkanie z ojcem. Ojciec ukazuje synowi jego przyszły los i odsłania przed nim przyszłe losy jego potomków.

### Kres tułaczki
Po powrocie do świata żywych Eneasz wraz z towarzyszami dotarł do brzegów Italii przy ujściu rzeki Tyber w Lacjum. W Lacjum panował w tym czasie król Latynus, syn boga płodności Fauna. Latynus udzielił gościny i zgodnie z wcześniejszymi wróżbami ofiaruje Eneaszowi za żonę Lawinię, swoją córkę.

### Wojna
Bogini Junona w gniewie podburza Latynów i Rutulów do wojny z Eneaszem. On sam za radą boga rzeki Tyber udał się po pomoc do arkadyjskiego króla Ewandra, syna Jowisza i Mai, wroga Latynów, który osiadł nad rzeką i założył miasto Pallantium. Eneasz po uzyskaniu pomocy od Eaundra wyrusza do etruskiego wodza Tarchona, gdzie również prosi o pomoc.
Pod nieobecność Eneasza wódz Rutulów Turnus zaatakował obozy Trojan. Wysłani z wieścią o oblężeniu posłańcy Nizus i Eurial zostają zabici z rąk Rutulów. Broniący się w obozie Enaidzi na widok nadchodzącej pomocy przechylają szalę walk na swoją stronę. Trojanie zawierają porozumienie i pokój z Rutulami, sam władca Rutulów, Turnus, uchodzi pod opieką Junony.
Bitwa pomiędzy Latynami a Turnusem rozegrała się pod Laurentum. Zginęła w niej jedna z Amazonek, Camilla, która wraz z wojskami walczyła po stronie Latynów. Na wieść o zabiciu Amazonki, Turnus wyzwał Eneasza na pojedynek. Stawką tego pojedynku była ręka Lawinii oraz panowanie nad narodami Latynusów i Rutulów. Eneasz pokonał go i pozostał w Lacjum, gdzie założył nowe miasto, nazwane od imienia żony Lawinium.

## Eneasz w sztuce
Życie i wędrówki Eneasza zostały opisane w literaturze i sztuce. Jest głównym bohaterem poematu epicznego Eneida Wergiliusza. Postać Eneasza opisuje Homer w Illiadzie, rzymski poeta Owidiusz opisał go w poemacie Metamorfozy. Eneasz stał się również bohaterem klasycznych librett operowych. Ważniejsze opery z postacią Eneasza to:
- Dydona i Eneasz (Henry Purcell, 1689)
- Trojanie (Hector Berlioz, 1863)

Postać Eneasza była przedstawiana przez malarzy np.:
- Federico Barocci (Eneasz opuszcza płonącą Troję)
- Jacob van Swanenburgh (Eneasz i Syblla w świecie podziemnym Muzeum Narodowego w Gdańsku)
- Jean Raoux (Dido i Eneasz).